# Kommando Hamburg-Eidelstedt
Le kommando Hambourg-Eidelstedt est une unité de travail forcé extérieure du camp de concentration de Neuengamme constituée le 27 septembre 1944 par un contingent de déportées en provenance d’Auschwitz-Birkenau et mise à la disposition de la ville de Hambourg pour y effectuer des travaux de construction, de déblaiement et de déneigement.

## Constitution
À la mi-juillet 194, un contingent d'un millier de femmes en provenance du camp d’extermination d’Auschwitz-Birkenau est dirigé vers l'Allemagne du nord. Une partie d'entre elles sont transférées au kommando extérieur Hambourg-Dessauer Ufer, puis au Kommando de Wedel, avant d’arriver le 27 septembre au camp d’Eidelstedt. Elles y occupent un des baraquements du Friedrichshulder Weg, au nord-ouest d'Hambourg. Le camp est placé sous la responsabilité du SS-Unterscharführer Walter Kümmel,,,.
Cinq cents déportées juives hongroises et tchèques sont mises à la disposition de la ville de Hambourg pour des travaux de construction et de déblaiement. Elles doivent bâtir les « plattenhäuser », logements de fortune en préfabriqué et déblayer les décombres après les bombardements de Hambourg,,,.

## Démantèlement et libération
Début  avril 1945, la SS évacue le camp d’Eidelstedt et transfère les détenues à Bergen-Belsen. Les 20 et 21 avril 1945, Eidelstedt est à nouveau occupé par plusieurs centaines de femmes du Kommando Helmstedt-Beendorf. Elles sont rejointes début mai par des détenues des Kommandos Langenhorn/Ochsenzoll et Wandsbek. Elles sont libérées le 5 mai par les soldats britanniques,.